# Józef Stojewski-Rybczyński
Józef Edward Walerian Stojewski-Rybczyński (ur. 27 czerwca 1899 w Tłumaczu, zm. 17 maja 1944 pod Monte Cassino) – oficer artylerii Wojska Polskiego II RP, major Polskich Sił Zbrojnych.

## Życiorys
Józef Stojewski-Rybczyński urodził się 27 czerwca 1899 w Tłumaczu.
Po zakończeniu I wojny światowej został przyjęty do Wojska Polskiego. Został awansowany na stopień podporucznika artylerii ze starszeństwem z dniem 1 lipca 1923. W latach 20. i 30 był oficerem 6 dywizjonu artylerii konnej w Stanisławowie. W tym czasie awansowany na stopień porucznika artylerii ze starszeństwem z dniem 1 lipca 1925. W latach 30. został awansowany na stopień kapitana. W 1939 pełnił funkcję adiutanta dowódcy 2 dywizjonu artylerii konnej z Dubna, także w chwili wybuchu II wojny światowej w okresie kampanii wrześniowej.
Następnie przedostał się na Zachód i został oficerem Wojska Polskiego we Francji. W stopniu majora objął funkcję dowódcy 5 baterii II dywizjonu 1 Wileńskiego pułku artylerii lekkiej. Później został oficerem Polskich Sił Zbrojnych. Był zastępcą dowódcy 3 Karpackiego pułku artylerii lekkiej. W trakcie bitwy o Monte Cassino pełnił funkcje obserwatora artyleryjskiego oraz zastępcy dowódcy 4 batalionu Strzelców Karpackich, ppłk. Karola Fanslaua, po jego śmierci po południu 17 maja 1944 przejął dowództwo nad jednostką, jednak wkrótce potem tego samego dnia także on poległ w walkach podczas zdobywania wzniesienia nr 593 (Góra Ofiarna) dowodząc atakiem. Został pochowany na Polskim Cmentarzu Wojennym na Monte Cassino.

## Odznaczenia
- Krzyż Złoty Orderu Virtuti Militari nr 52[13]
- Krzyż Srebrny Orderu Virtuti Militari
- Krzyż Walecznych
- Krzyż Pamiątkowy Monte Cassino nr 772 (1944)[14]